# Волошин Максиміліан Олександрович

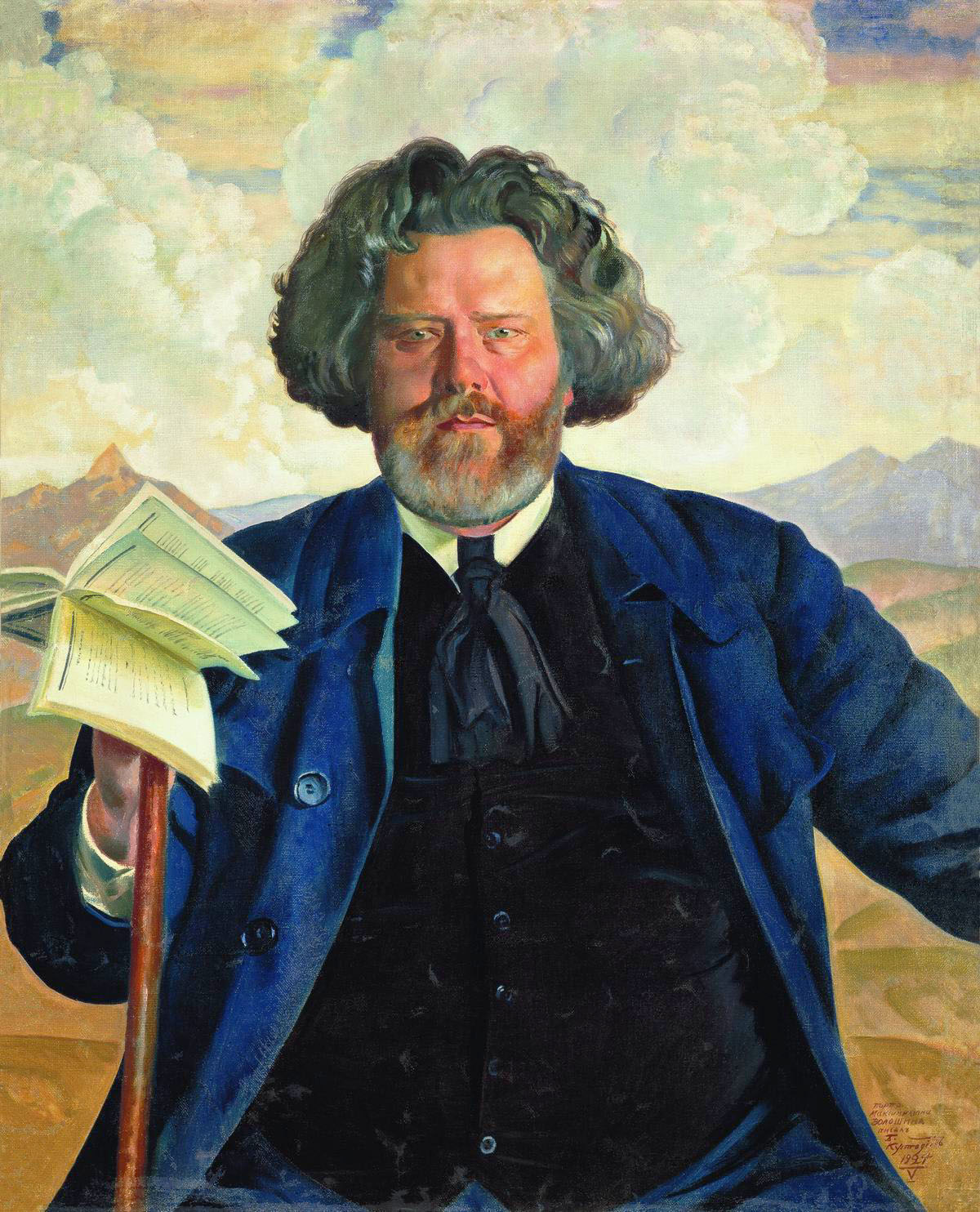

Максиміліа́н (Максимиля́н) Олександрович Волошин (справжнє прізвище — Кирієнко-Волошин; 16 (28) травня 1877, Київ, Київська губернія, Російська імперія — 11 серпня 1932, Коктебель, Кримська АРСР, РСФРР) — російський письменник-поет та маляр українського походження, перекладач; жив у Криму, представник символізму й акмеїзму; в поезії та малярстві відобразив історію та природу Криму.

## Життєпис

### Ранні роки
Народився 16 (28 — за новим стилем) травня 1877 року в Києві в родині юриста, колезького радника Олександра Максимовича Кирієнка-Волошина (1838—1881) і Олени Оттобальдівни (1850—1923), до шлюбу Глазер. Київський будинок зберігся до наших часів (нині бульвар Шевченка / вул. Пирогова, 24/9).
У своїй автобіографії Волошин вказував, що Кирієнки-Волошини за походженням козаки із Запоріжжя, а мати походила з обрусілих у XVIII столітті німців.
Невдовзі сім'я переїхала до Таганрога, а після смерті чоловіка Олена Оттобальдівна вирішила переселитися з чотирирічним сином у Москву, де вони прожили понад десять років. У 1893 році переїхали до Коктебеля.

### Студентські часи

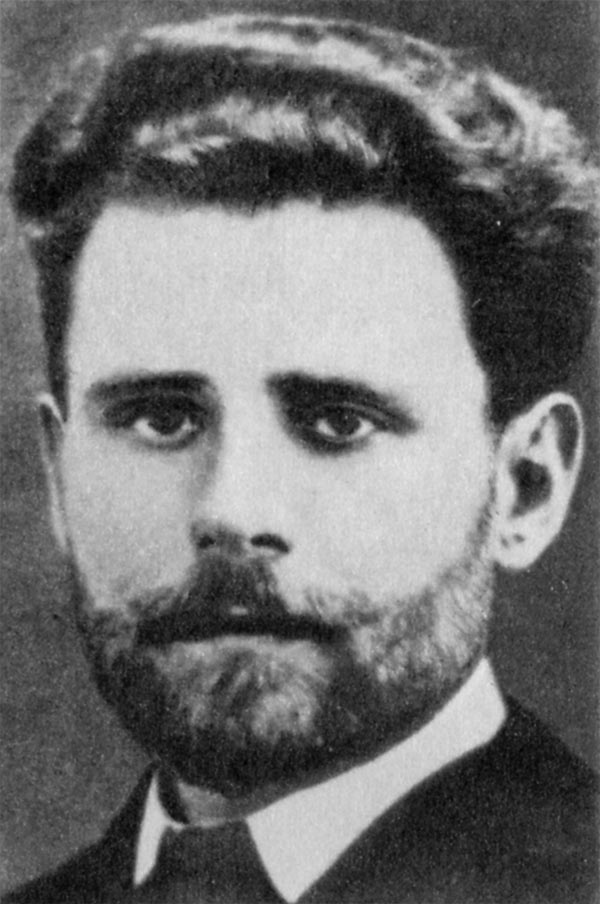
Фото Волошина в 1900

1897 року вступив на юридичний факультет Московського університету, а в 1899 році за дієву участь у Всеросійському студентському страйку виключений із нього на рік і висланий у Феодосію під таємний нагляд поліції. Звідси разом із матір'ю майже на півроку виїхав у свою першу закордонну подорож до Європи.
Повернувшись до Москви, екстерном склав екзамени в університеті, а в травні 1900 році знову вирушив з друзями у двомісячну подорож Європою за розробленим ним маршрутом. При поверненні в Російську імперію його несподівано для всіх заарештували й етапували до Москви, після двох тижнів перебування в «одиночці» вислали без права в'їзду в Москву і Санкт-Петербург. Волошин приймає пропозицію інженера О. В. Вяземського і їде до Середньої Азії, на той час — добровільне заслання.

### У Парижі
У Ташкенті Волошин приймає рішення не повертатися до університету, а їхати до Європи, займатись самоосвітою. У 1901 році він приїжджає до Парижа, де малює в ательє художниці Є. С. Круглікової, навчається живопису в академії Колароссі, вивчає французьку літературу й культуру. Його рецензії на французькі події і критичні статті друкуються в періодичних виданнях Росії.  
У Парижі Волошин спілкується з французькими:
- поетами та письменниками — М. Леклерком, Анрі де Реньє, Ж. Леметром, О. Мерсеро, О. Мірбо, Е. Верхарном, Г. Аполлінером, Р. Гілем, А. Франсом, Садіа Леві, М. Метерлінком, Р. Ролланом;
- художниками — Оділоном Редоном, Орі Робен, А. Матіссом, Ф. Леже, А. Модільяні, П. Пікассо, Д. Ріверою, А. Озанфаном;
- скульпторами — А. Бурделем, Ж. Шармуа, А. Майолем, а також з Тоні Гарньє, Г. Брандесом, хамбо-ламою Тибету Агваном Доржієвим, теософами А. Мінцловою, А. Безант, Г. Олькотом, антропософом Р. Штейнером, окультистом Папюсом…

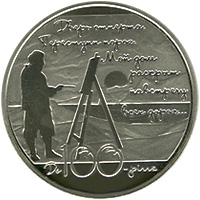
Ювілейна монета НБУ присвячена 100-річчю Будинку М.Волошина

У 1925 році 48-річний майстер згадував цей період свого життя:
|  | ...В ці роки — я тільки всмоктуюча губка, я весь — очі, я весь — вуха. Мандрую країнами, музеями, бібліотеками… Крім техніки слова опановую техніку мазка і олівця… Етапи блукання духа: буддизм, католицизм, магія, масонство, окультизм, теософія, Р. Штейнер. Період великих особистих переживань романтичного і містичного характеру… |

Там він зустрів свою майбутню дружину Маргариту Сабашникову, яка була дочкою багатого торговця чаєм. Маргарита вчилася живопису. Паризький роман продовжився в Росії, і в квітні 1906 р. вони одружилися. У першому шлюбі Максиміліан прожив два роки.

### Останні роки життя

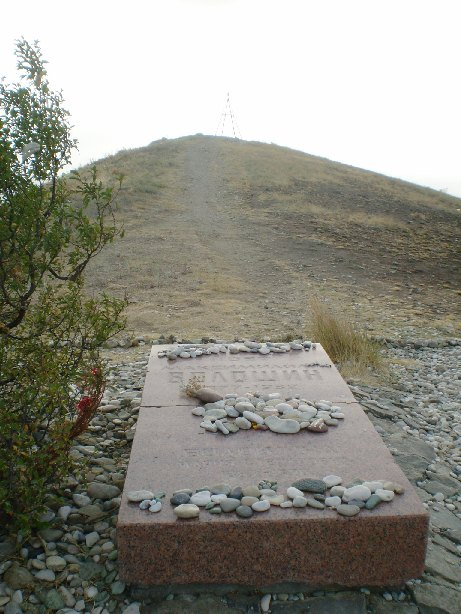
Могила Волошина на пагорбі Кучук-Янишар

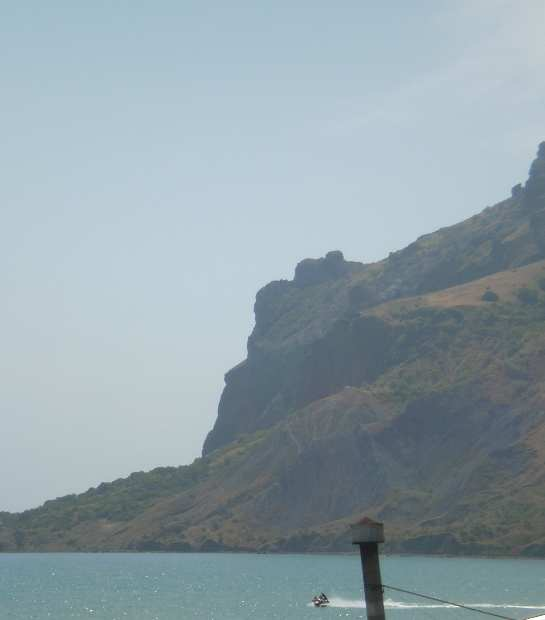
Схили Карадагу утворюють славетний «Профіль М. Волошина»

Останні 10 років життя Волошин майже безвиїзно жив у своєму будинку в Коктебелі. Це місце було популярним серед радянських літераторів, що любили відпочивати в Криму; до Волошина навідувалися друзі-письменники. Волошин нарешті мав спокійне сімейне життя: одружився з доброю, працелюбною медсестрою Марусею (Заболоцька Марія Степанівна), яка доглядала матір. Дружина всіляко допомагала йому, опікувалася гостями.
У 1924 році зі схвалення Наркомпроса Волошин перетворює свій будинок у Коктебелі в безкоштовний будинок творчості (згодом — Будинок творчості Літфонду СРСР).
З 1929 році здоров'я Максиміліана Волошина різко погіршилося, душевний стан пригнічувало загострене почуття подій у країні — дедалі частіше приходили звістки про загибель чи арешти знайомих.
Помер Волошин від запалення легень 11 серпня 1932 року в Коктебелі. Похований, як він заповідав, на вершині приморського пагорба Кучук-Янишар.

## Твори

### Поезія
- Іверії (збірка, 1918)
- Демони глухонімі (збірка, 1919)
- Неопалима Купина (книга віршів)
- Поема «Росія» (1924)

### Живописні праці
- «Іспанія. Біля моря» (1914)
- «Париж. Площа Згоди вночі» (1914)
- «Дерево і круча» (1920)

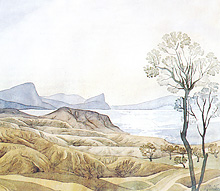
«З Меганома» (1926)

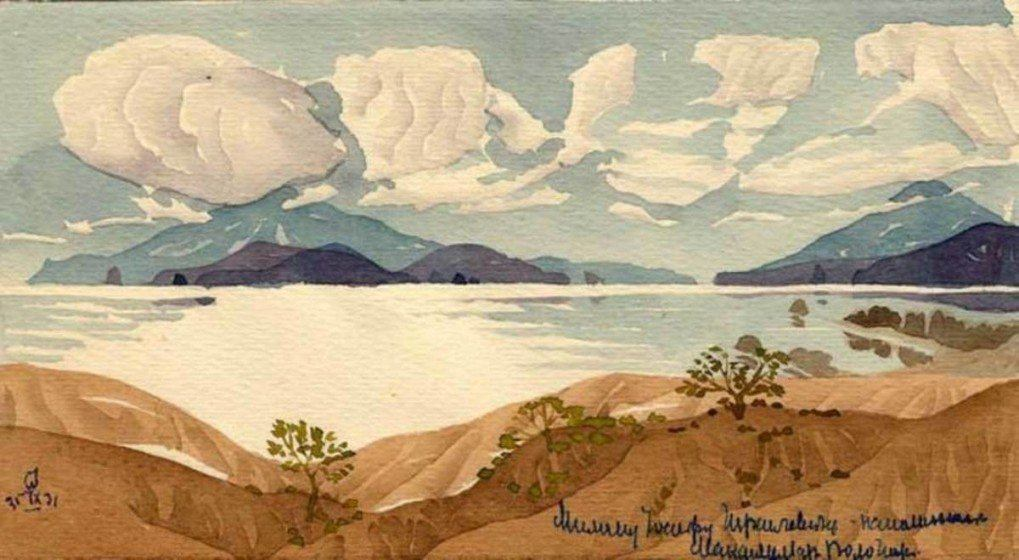
«Вид на Коктебель» (1931)

- «Два дерева в долині. Коктебель» (1921)
- «Пейзаж з озером і горами» (1921)
- «Рожеві сутінки» (1925)
- «Пагорби, висушені спекою» (1925)
- «Бухта під Карадагом» (1925)
- «Місячний вихор» (1926)
- «Свинцеве світло» (1926)
- «З Меганома» (1926)
- «Топрак-Кая» (1926)
- «Мій будинок під місяцем» (1927)
- «Зубчаті береги» (1927)
- «Вид на Коктебель» (1931)

## Ушанування пам'яті

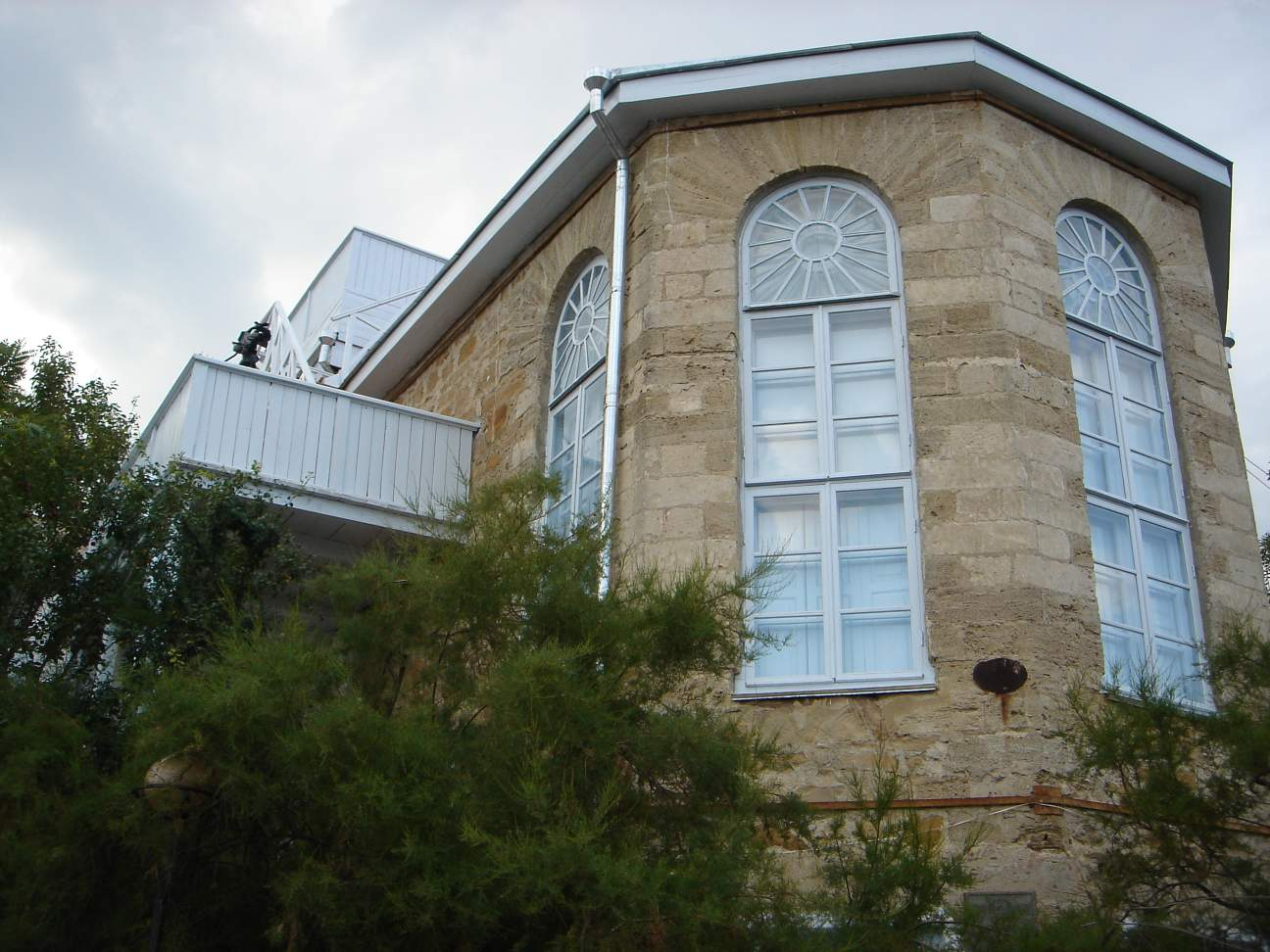
Будинок-музей Максиміліана Волошина

Меморіальна дошка в Києві

- в 1908 році польський скульптор Едвард Віттіг створив великий скульптурний портрет М. О. Волошина, який був виставлений в Осінньому салоні і придбаний мерією Парижа та в тому ж році встановлений на бульварі Ексельман, 66, де стоїть донині;
- в 1924 році російський художник Кустодієв написав портрет Волошина;
- в Коктебелі з 1984 року діє Будинок-музей Максиміліана Волошина;
- в 2007 році на будинку в Києві, де провів свої перші роки Волошин, з нагоди 130-річчя від дня народження поета, була встановлена пам'ятна дошка;
- щовересня в Коктебелі проходить Міжнародний літературний фестиваль імені Максиміліана Волошина, а з 2008 року встановлена Міжнародна літературна Волошинська премія, яка вперше була вручена 11 вересня.

Пам'ятник М.Волошину у Коктебелі.